# Cat'n Mouse
Cat'n Mouse (o Cat and Mouse nella schermata introduttiva) è un videogioco del 1982 esclusivo per arcade, sviluppato e pubblicato dalla Zaccaria. In esso viene controllato un gatto, il quale deve difendere un vasto assortimento di cibi da un'invasione di topi.

## Modalità di gioco
Cat'n Mouse è uno sparatutto a schermata fissa in cui il giocatore impersona un gatto che deve sparare proiettili per spostare i topi blu che si muovono per lo schermo, spingendoli verso cinque buchi nel muro. Una volta che i topi vengono spinti nei buchi, questi vengono bloccati temporaneamente da mattoni che scompaiono se non tutti i topi sono stati rinchiusi contemporaneamente, permettendo loro di fuggire nuovamente.
Durante la sessione, i topi cercano di mangiare vari cibi come ombrelli, ciliegie, pere, mele, fragole e ananas. Un topo rosso particolarmente veloce appare di tanto in tanto per accelerare il consumo di questi cibi, rendendo il gioco più difficile se non viene eliminato. Oltre ai topi, il giocatore deve evitare un cane e un uomo con un martello, entrambi pericolosi e più veloci del gatto. Il gatto può muoversi attraverso i bordi dello schermo per sfuggire a questi nemici. Inoltre, ci sono uova che cadono e rimbalzano, che possono essere eliminate sparando e che seguono il gatto attraverso i bordi dello schermo. Se cinque topi riescono a superare il gatto, una vita viene perduta.
Scopo per il giocatore quello di sopravvivere il più a lungo possibile e accumulare punti, con un obiettivo di 45 500 punti per ottenere una partita gratuita. Il gioco termina quando esaurisce tutte le vite a disposizione.